# Телекс

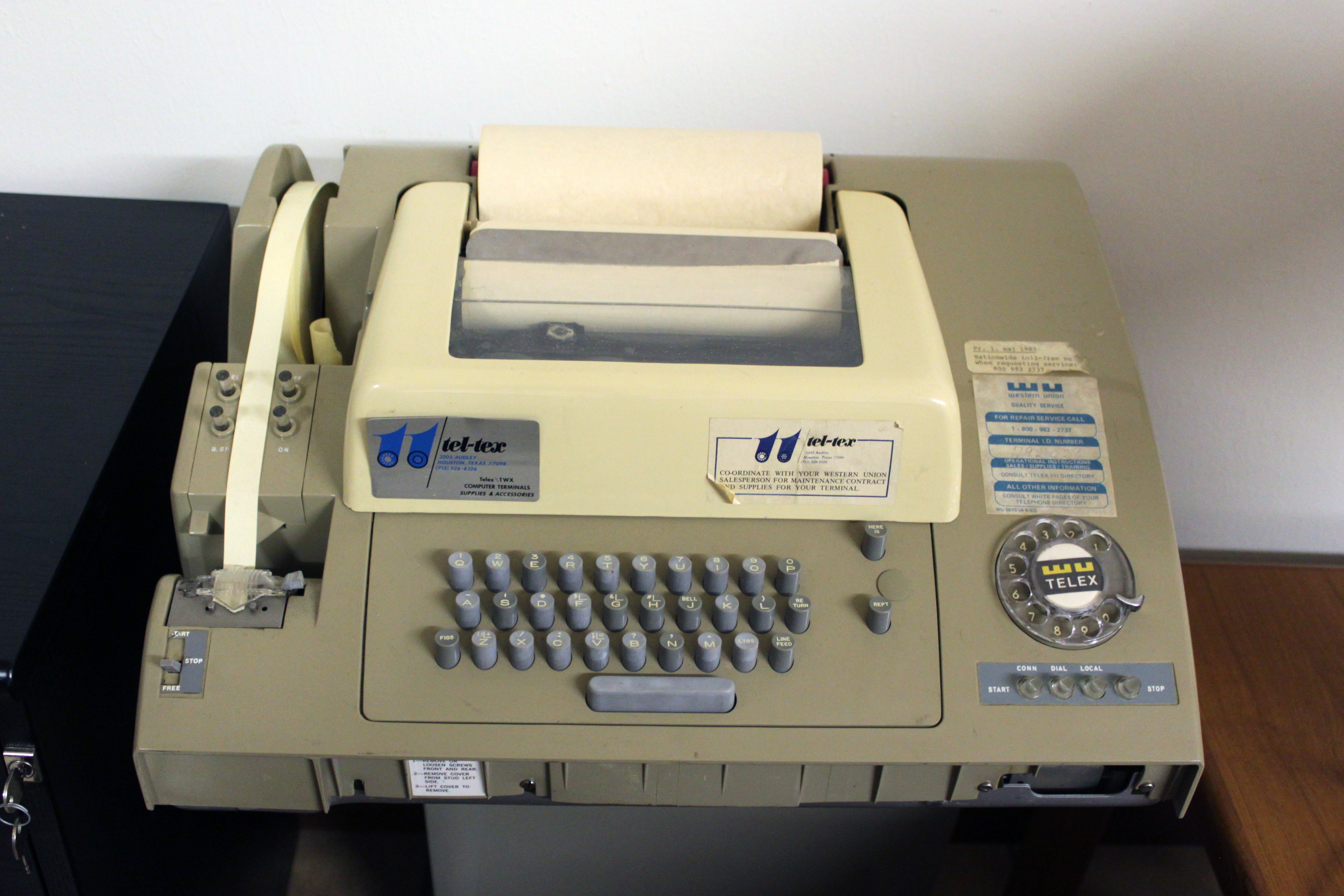
Телетайп модели 32, используемый для телексной связи

Телекс — это телекоммуникационная услуга, обеспечивающая обмен текстовыми сообщениями по каналам коммутируемой телефонной сети общего пользования, либо по частным линиям. Для связи используется стандартная телефонная коммутация, которая соединяет телетайпы в местах приёма и отправки. Телекс был основным методом электронной отправки письменных сообщений между организациями в период после Второй мировой войны. Его использование пришло в упадок по мере роста популярности факсов в 1980-х годах.
Термин «телекс» может относиться к услуге, сети, устройствам или самому сообщению.

## Технология
Линии телетайпов «точка-точка» использовались задолго до того, как в 1930-х годах были построены телексные станции. Телетайпы произошли от телеграфных систем и, как и телеграф, используют двоичные сигналы с логикой меток и пробелов, представленной наличием или отсутствием определенного уровня электрического тока. Этим они отличаются от аналоговой телефонной системы, в которой для передачи звука использовалось переменное напряжение. По этой причине телексные станции были полностью отделены от телефонной системы, со своими стандартами связи, станциями и системой телексных номеров (аналога телефонных номеров).
Телекс представил первую общую среду для международной передачи сообщений с использованием стандартных методов передачи сигналов и рабочих критериев, определённых Международным союзом электросвязи (в частности, кода ITA2). Клиенты любой телексной станции могли передавать сообщения в любую точку мира. Чтобы уменьшить время использования линий связи, телексные сообщения записывались на перфоленту, а затем считывались и передавались по проводам как можно быстрее. Система обычно доставляла информацию со скоростью 50 бод, или примерно 66 слов в минуту. В последние дни существования традиционных телексных сетей оборудование конечных пользователей часто заменялось модемами и телефонными линиями, в результате чего телексная сеть превращалась в службу каталогов, работающую по телефонной сети.

## Разработка

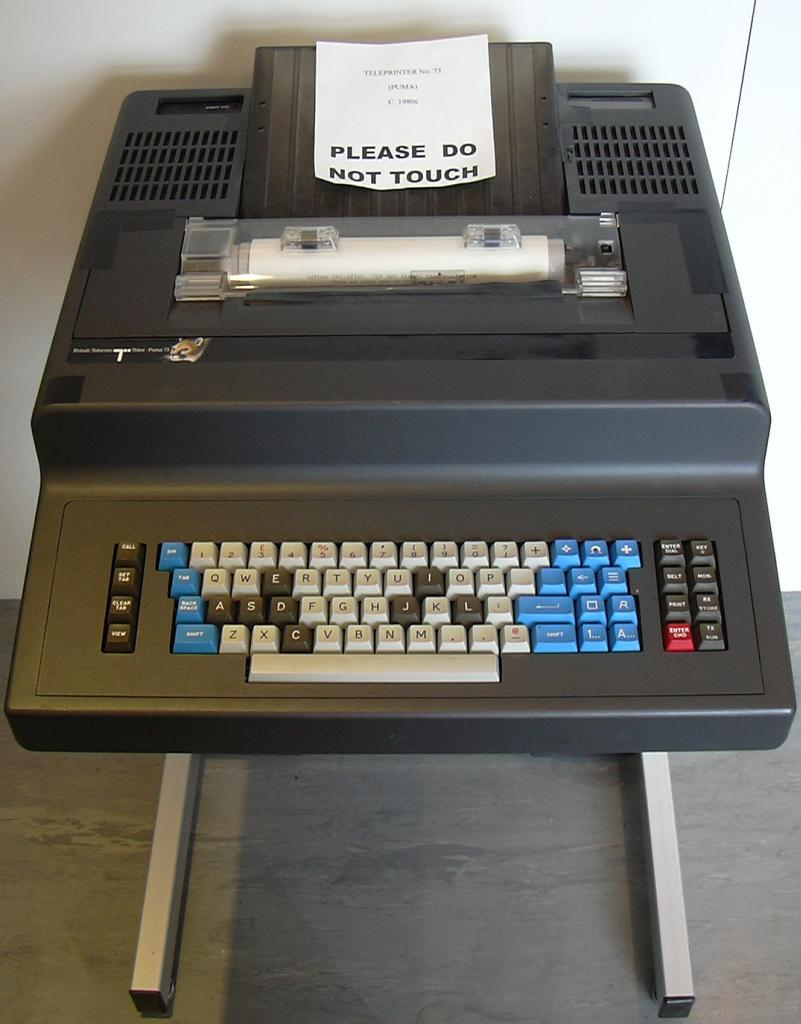
Телексный аппарат «Puma» British Telecom последней модели 1980-х годов.

Опытные разработки телекса начались в Германии в 1926 году, и к 1933 году он превратился в действующую телетайпную службу. Служба, которой управляла немецкая имперская почта, имела скорость 50 бод, что составляет примерно 66 слов в минуту.
Вскоре после этого телексные услуги начали внедряться и в других государствах. Телекс распространился в Европе, а после 1945 года — и по всему миру.
К 1978 году в Западной Германии, включая Западный Берлин, было 123 298 телексных соединений. Задолго до того, как стала доступна автоматическая телефонная связь, в большинстве стран, даже в Центральной Африке и Азии, было по крайней мере несколько высокочастотных коротковолновых телексных линий. Часто такие радиосвязи инициировали государственные почтовые и телеграфные службы (ПТТ). Самый распространенный стандарт радиосвязи, CCITT R.44, имел ретрансляционное мультиплексирование радиоканалов с временным разделением каналов с коррекцией ошибок. Большинство обедневших ПТТ безостановочно использовали свои каналы телекс-по-радио (TOR/ТПР), чтобы получить от них максимальную отдачу.
Стоимость оборудования TOR продолжала падать. Хотя система изначально требовала специализированного оборудования, на 2016 год многие радиолюбители используют TOR, также известный как радиотелетайп (RTTY), со специальным программным обеспечением и недорогим оборудованием для подключения компьютерных звуковых карт к коротковолновым радиостанциям.
Современные кабельграммы или телеграммы фактически работают по выделенным телексным сетям, используя TOR, когда это необходимо.
Телекс стал предшественником современных факсов, электронной почты и текстовых сообщений — как технически, так и стилистически. Сокращенный английский (например, «CU L8R» означает «увидимся позже»), используемый в текстовых сообщениях, возник благодаря телексным операторам, обменивающимся неофициальными сообщениями в режиме реального времени — они стали первыми «чатящимися» задолго до появления мобильных телефонов. Пользователи телекса могли отправлять одно и то же сообщение в несколько мест по всему миру одновременно, как это происходит сегодня по электронной почте, используя компьютер Western Union InfoMaster. Это включало передачу сообщения с перфоленты на компьютер InfoMaster (на номер 6111) и указание адресов назначения для одного текста. Таким образом, одно сообщение может быть отправлено на несколько удаленных телексных и TWX-машин, а также доставку одного и того же сообщения подписчикам без телекса через Western Union Mailgram.

## Адресация
Телексные сообщения адресуются направлением их на телексный адрес, например «14910 ERIC S», где 14910 — номер абонента, ERIC — сокращение имени абонента (в данном случае Telefonaktiebolaget L.M. Ericsson в Швеции), а S — код страны или код расположения. Также существуют способы автоматической маршрутизации сообщений на разные телексные терминалы внутри абонентской организации с использованием разных идентификаторов терминалов, например «+T148». Коды стран (формально сетевые идентификационные коды) первых стран, принявших телекс, состоят из одиночных букв, тогда как другие страны имеют двухбуквенные коды. Некоторые специализированные службы и американские города имеют трехбуквенные коды сети или расположения (например, MAS для Inmarsat или LSA для Лос-Анджелеса), у некоторых городов есть четырехбуквенные коды (например, ROVE для Роквилля, штат Мэриленд ).

## Эксплуатация и приложения
Основным преимуществом телекса является то, что получение сообщения получателем может быть подтверждено с высокой степенью уверенности посредством «ответного подтверждения», который представляет собой запрос контроля передачи. В начале сообщения отправитель передавал код WRU (Кто вы?), а машина-получатель автоматически инициировала ответ, который обычно был закодирован на вращающемся барабане с пупырышками, очень похожем на музыкальную шкатулку. Положение пупырышков отправляло отправителю однозначный идентификационный код, поэтому отправитель мог удостовериться, что соединение установлено с правильным получателем. Код WRU также отправлялся в конце сообщения, поэтому правильный ответ подтверждал, что соединение не разрывалось во время передачи сообщения. Это дало телексу большое преимущество перед факсами группы 2, которые не имели встроенной проверки ошибок.
Обычный подход заключался в том, что сообщение готовилось в автономном режиме с использованием перфоленты. Все распространенные телексные аппараты имели перфоратор и считыватель перфоленты с пятью отверстиями. После того как перфолента была готова, сообщение можно было передать за минимальное время. Стоимость связи по телексу всегда зависела от продолжительности соединения, поэтому минимизация его времени  экономила деньги. Однако также было можно подключиться в режиме «реального времени», тогда отправитель и получатель могли печатать на своих клавиатурах, а их символы мгновенно печатались на удаленной машине.
Телекс также может использоваться в качестве рудиментарного, но функционального средства передачи информации от одной ИТ-системы к другой, по сути, являясь примитивным предшественником электронного обмена данными. Отправляющая ИТ-система создаст выходные данные (например, инвентарную ведомость) на перфоленте во взаимно согласованном формате. Лента будет отправлена по телексу и собрана на соответствующей перфоленте получателем, а затем эта лента может быть прочитана в принимающей ИТ-системе.
Одним из вариантов использования каналов телекса, использовавшихся до широкого внедрения X.400 и электронной почты в Интернете, было создание системы обработки сообщений, позволяющей местным системам электронной почты обмениваться сообщениями с другими системами электронной почты и телекса посредством централизованной маршрутизации. Один из крупнейших таких коммутаторов эксплуатировался компанией Royal Dutch Shell ещё в 1994 году, позволяя обмениваться сообщениями между рядом систем IBM Officevision, Digital Equipment Corporation ALL-IN-1 и Microsoft Mail . В дополнение к разрешению отправки электронной почты по телексу, формальные соглашения о кодировании, принятые при составлении телексных сообщений, позволили автоматически направлять телексы к получателям электронной почты.